# La dona a Catalunya (1966)
La dona a Catalunya. Consciència i situació, de Maria Aurèlia Capmany es un asaig publicat l’abril del 1966, que conté un estudi i reflexió sobre la situació de les dones catalanes. Constitueix un referent, com a primera contribució moderna al feminisme a Catalunya.

## Gènesi
Maria Aurèlia Capmany havia prologat l’edició catalana de l’obra de Simone de Beauvoir El segon sexe, de 1949, tot i que la censura franquista no va permetre que s’edités a Catalunya fins a l’any 1968.
Josep M. Castellet, aleshores director d’Edicions 62, que havia publicat al 1965 la traducció catalana de La mística de la feminitat, de Betty Friedan –editat als Estats Units el 1963–, va encarregar a Capmany una anàlisi de la situació de la dona a Catalunya. Capmany acceptà el repte i es va proposar una investigació profunda, que donà com a resultat la descripció d’una situació desoladora: la dona viu emmarcada en l'alteritat i la dependència amb relació a l'home, i està privada d’intervenir en la vida social, exclosa de la vida comunitària tant per l’Estat com per l'Església.

## L'obra
L’autora hi fa un repàs de la situació de la dona a Catalunya des de l’època medieval, de les opinions sobre la dona dels clàssis catalans, recorda i valora les iniciatives feministes a la Catalunya de principis de segle –la Catalunya del Noucentisme–, posa en evidència el feminisme conservador de la burgesia catalana (el de Monserdà, Karr, Bonnemaison) –que acusa obertament de reforçar la jerarquia de classes i la submissió de la dona– , i aborda qüestions poc tractades fins aquell moment, com l’objectualització de la dona, l’homosexualitat femenina, el treball de la llar, les qüestions referides al dret laboral –com la percepció com a intrusisme del treball de la dona o la desigual retribució salarial– i planteja qüestions fins aleshores inèdites com l’orgasme, el clítoris, el plaer femení, l’ablació... 
Per mitjà d’unes enquestes a manera de mostreig, de treball de camp, Capmany mira de copsar la situació en què es troben –i la percepció que en fan, d’aquesta situació– les dones barcelonines del moment, que conclou que són conscients de la seva marginació. Figurarà entre les conclusions que les dones en general «tenen consciència de la seva manca d’integració, de l’estat d’evolució, de la inestabilitat de la seva inserció a la societat en què viuen».
| «                                            | És a dir, una noia […] que se li ha donat la mateixa educació que al germà, que arriba a prendre consciència de la seva pròpia condició de persona, descobreix […] que ella és en la societat que la inclou un individu amb un tracte segregat. Després anirà descobrint que no totes les professions li són obertes. Que el matrimoni continua essent l'ofici específic [...]. Que si entra en l'engranatge industrial rebrà una paga menor pel seu treball idèntic al d'un home [...]. Que els alts càrrecs i distincions li són absolutament vedats. Que no tindrà mai una influència directa en la vida pública, política i social del món que la inclou. Que aquesta influència l'ha d'exercir per mediatització masculina. | » |
| — Maria Aurèlia Capmany, La dona a Catalunya | |   |

## Repercussions
El llibre tingué una gran repercussió. Se li ha retret que les conclusions del llibre són imprecises, però el seu estudi combina materials i reflexions procedents de diverses disciplines: la sociologia, la biologia, la psicologia i la crítica literària. I constitueix un punt de partida dels estudis feministes a Catalunya.
L’obra transformà la mateixa autora, que havia iniciat l’assaig creient que el feminisme era cosa del passat i que l’alliberament de la dona anava aparellat a l’alliberament de la classe treballadora. La conclusió de la recerca la portà a reivindicar la «plenitud de drets i deures» per a les dones que, així, podran, «ser persones».

## Altres contribucions
Capmany participà després en moltes conferències i debats arreu de Catalunya i des d’aleshores es va convertir en una de les primeres teòriques del feminisme a casa nostra, pionera del feminisme de la igualtat, i una referent, per tal com dinamitzà la recerca i la mobilitazió de les generacions més joves i ella mateixa establí un pont entre el feminisme d’abans de la guerra i el de la segona meitat del segle XX.
L'obra anà seguida d’estudis successius de Maria Aurèlia Capmany en la perspectiva feminista. Continuà la recerca amb llibres com ara El feminismo ibérico, en col·laboració amb Carmen Alcalde (1970), Cartes impertinents de dona a dona (1971), De profesión, mujer, (1971), El feminisme a Catalunya (1973), La dona. Obres selectes i inèdites (1975), La dona i la Segona República (1977), Dona i societat a la Catalunya actual (1978) o Dona, doneta, donota (1979).